# Too Bright
Too Bright è il terzo album della cantante americana Perfume Genius, pubblicato il 23 settembre 2014. L'album ha ottenuto il punteggio di 8.5 da Pitchfork ed è stato intitolato Best New Music-
L'album ha raggiunto la posizione 77 nella classifica degli album nel Regno Unito e la numero 83 negli Stati Uniti.
Too Bright ha ricevuto il plauso della critica. Metacritic, che assegna un punteggio normalizzato su 100 alle recensioni della critica, ha dato all'album un punteggio medio di 87, che indica "consensi universali".
Brandon Stosuy di Pitchfork ha dato una recensione molto positiva all'album, affermando: "Una grande parte di ciò che rende il lavoro così forte è il generoso spirito umano che vi penetra, e Too Bright è il miglior esempio per datare le lunghezze a cui va affrontare le sue paure e i suoi demoni. Queste canzoni sembrano meno canzoni e più tesori, quelli che ti riempiono di potere e saggezza e, di conseguenza, Too Bright sembra in grado di risuonare, confortare e commuovere chiunque si sia mai sentito alienato, discriminato contro o "altro", indipendentemente dall'orientamento sessuale."
La copertina dell'album è stata girata da Luke Gilford e mette in mostra un androgino di Perfume Genius.
L'album è stato inserito al numero 11 della lista dei migliori album dell'anno (2014) da Pitchfork Media

## Tracce
1. I Decline – 1:58
2. Queen – 3:50
3. Fool – 3:55
4. No Good – 3:49
5. My Body – 2:17
6. Don't Let Them In – 2:21
7. Grid – 2:39
8. Longpig – 2:50
9. I'm a Mother – 3:30
10. Too Bright – 3:25
11. All Along – 2:34